# Rhodope rousei
Rhodope rousei is een slakkensoort uit de familie van de Rhodopidae. De wetenschappelijke naam van de soort is voor het eerst geldig gepubliceerd in 2011 door Brenzinger, N.G. Wilson & Schrödl.